# Kiirunavaara
Kiirunavaara (en Sami septentrional: Gironvárri o Kierunavaara) és una muntanya de la ciutat de Kiruna, Suècia que conté una de les mines més grans i riques de mena de ferro del món. La presència del ferro en l'àrea era coneguda ja a mitjan segle xvii, però les comunicacions de l'època en aquella zona tan septentrional no permetien una correcta explotació. Només amb la construcció d'un ferrocarril, la línia de la mena de ferro i els ports de Narvik i Luleå al final del segle xix varen suposar una proposta comercial realista. L'empresa minera sueca LKAB (Luossavaara-Kiirunavaara Aktiebolag) gestiona la mina de Kiruna en aquesta muntanya des del començament del segle xx.
L'àrea minera al voltant de Kiruna i Malmberget han convertit el comtat de Norrbotten en una de les primeres i més destacats regions de la indústria pesant a Suècia; una regió que s'ha mantingut a l'avantguarda de la mineria, la fosa d'acer i la tecnologia de l'aliatge.